# Attilio Pavesi
Attilio Pavesi (ur. 1 października 1910 w Caorso, zm. 2 sierpnia 2011 w José C. Paz) – włoski kolarz szosowy, dwukrotny medalista olimpijski.

## Kariera
Największe sukcesy w karierze Attilio Pavesi osiągnął w 1932 roku, kiedy zdobył dwa złote medale podczas igrzysk olimpijskich w Los Angeles. Wspólnie z Guglielmo Segato i Giuseppe Olmo zwyciężył w drużynowej jeździe na czas. Pavesi zwyciężył również w rywalizacji indywidualnej, wyprzedzając Segato oraz Szweda Bernharda Britza. W 1930 roku zajął trzecie miejsce w Giro dell’Emilia, a 1932 roku był drugi w klasyfikacji generalnej Giro di Sicilia. W 1933 roku przeszedł na zawodowstwo, ale nie osiągał sukcesów. W 1934 roku wystartował w Giro d’Italia, ale rywalizację ukończył dopiero na 52. pozycji. Nigdy nie zdobył medalu na szosowych mistrzostwach świata.
W 1935 roku zakończył karierę, a dwa lata później wyemigrował do Argentyny. Zmarł w 2011 roku w José C. Paz. Do chwili śmierci był najstarszym żyjącym olimpijczykiem.